# Finland op het Eurovisiesongfestival 1987
Finland nam in 1987 deel aan het Eurovisiesongfestival in Brussel, België. Het was de zesentwintigste deelname van het land op het festival. Het land werd vertegenwoordigd door Vivre rosti met het lied Sata salamaa.

## Selectieprocedure
De finale werd gehouden in de studio's van YLE in Helsinki en het werd gepresenteerd door Laila Halme en Lasse Marteson.
De winnaar werd aangeduid door de gewone man die per postkaart hun favoriet mocht aanduiden.
| Volgorde | Artiest                       | Lied                     | Punten | Plaats |
| -------- | ----------------------------- | ------------------------ | ------ | ------ |
| 1        | Matti Esko                    | Isäni maa                | 4513   | 6de    |
| 2        | Leena Nilsson                 | Ei yhtään laivaa         | 1074   | 9de    |
| 3        | Kisu                          | Kiitos ja anteeks        | 1001   | 10de   |
| 4        | Virve Rosti                   | Sata salamaa             | 16935  | 1ste   |
| 5        | Jorma Kääriäinen              | Tuuli soittaa            | 2589   | 7de    |
| 6        | Paula Koivuniemi              | Musiikki on niinku se on | 8753   | 3de    |
| 7        | Johnny Lee Michaels           | Kesätuuli                | 15369  | 2de    |
| 8        | Jussi Halme and Helena Miller | Hei, me lennetään        | 4925   | 5de    |
| 9        | Leena Nilsson Family          | Eilinen uudelleen        | 1383   | 8ste   |
| 10       | Tauski & Co.                  | Communication            | 7294   | 4de    |

## In Brussel
Op het Eurovisiesongfestival zelf trad Finland als 18de van 22 deelnemers aan, na Cyprus en voor Denemarken. Aan het einde van de puntentelling stond Finland op een 15de plaats te zijn geëindigd met 32 punten.
België gaf geen punten aan deze inzending en Nederland 8.

### Gekregen punten

#### Finale
| 12 punten | 10 punten   | 8 punten    | 7 punten             | 6 punten                                |
| --------- | ----------- | ----------- | -------------------- | --------------------------------------- |
|           | - Noorwegen | - Nederland |                      |                                         |
| 5 punten  | 4 punten    | 3 punten    | 2 punten             | 1 punt                                  |
|           | - Portugal  | - Zweden    | - Luxemburg - Spanje | - Duitsland - Griekenland - Joegoslavië |

### Punten gegeven door Finland

#### Finale
Punten gegeven in de finale:
| 12 punten | Ierland             |
| 10 punten | Duitsland           |
| 8 punten  | Denemarken          |
| 7 punten  | Israël              |
| 6 punten  | Cyprus              |
| 5 punten  | Noorwegen           |
| 4 punten  | Italië              |
| 3 punten  | België              |
| 2 punten  | Nederland           |
| 1 punt    | Verenigd Koninkrijk |

1961 · 1962 · 1963 · 1964 · 1965 · 1966 · 1967 · 1968 · 1969 · 1970 · 1971 · 1972 · 1973 · 1974 · 1975 · 1976 · 1977 · 1978 · 1979 · 1980 · 1981 · 1982 · 1983 · 1984 · 1985 · 1986 · 1987 · 1988 · 1989 · 1990 · 1991 · 1992 · 1993 · 1994 · 1995 · 1996 · 1997 · 1998 · 1999 · 2000 · 2001 · 2002 · 2003 · 2004 · 2005 · 2006 · 2007 · 2008 · 2009 · 2010 · 2011 · 2012 · 2013 · 2014 · 2015 · 2016 · 2017 · 2018 · 2019 · 2020 · 2021 · 2022 · 2023 · 2024 · 2025